# Burg Strahlegg (Fideris)
Die Ruinen der Burg Strahlegg (auch Stralegg) liegen am alten Prättigauer Weg im Weiler Strahlegg auf dem Gemeindegebiet von Fideris im schweizerischen Kanton Graubünden. Der Ortsteil Strahlegg liegt östlich von Fideris und ist von diesem durch das Arieschtobel abgetrennt. Die Ruine steht bei 870 m ü. M. auf einem kleinen Hügel am Ende einer Geländeterrasse. Das Burggelände ist mit dem Garten des angrenzenden Privathauses verbunden.

## Anlage
Durch den Bau eines südlich an die Burg angrenzenden Privathauses wurden 1965 Notgrabungen durchgeführt. Dadurch konnte die baugeschichtliche Untersuchung der Anlage nur unvollständig erfolgen. Zum älteren Teil gehören der Turm, vermutlich ein Bergfried, und die angrenzenden Ringmauern, Wohntrakt und der Ausbau des Turms sind jünger. Über das Alter der Vorburg herrscht Unklarheit.
Die Anlage war ursprünglich in eine Vor- und eine Hauptburg gegliedert. Ruinen haben sich nur von der Hauptburg erhalten; von der Vorburg sind nur noch geringe Mauerspuren erhalten. Am Turm mit quadratischem Grundriss finden sich Reste eines Verputzes sowie Eckbossen mit deutlichem Kantenschlag. Die Ringmauer reichte bis zum 1. Geschoss des Turmes. Ein Hocheingang fehlt. Im 2. Geschoss finden sich Schmalscharten mit Tuffgewänden, darüber ist ein hölzerner Obergaden anzunehmen.
Nördlich des Turmes lag an der Ecke der Ringmauer ein rechteckiger Wohntrakt. Eine Stossfuge zeigt, dass er jünger ist als die Mauer.

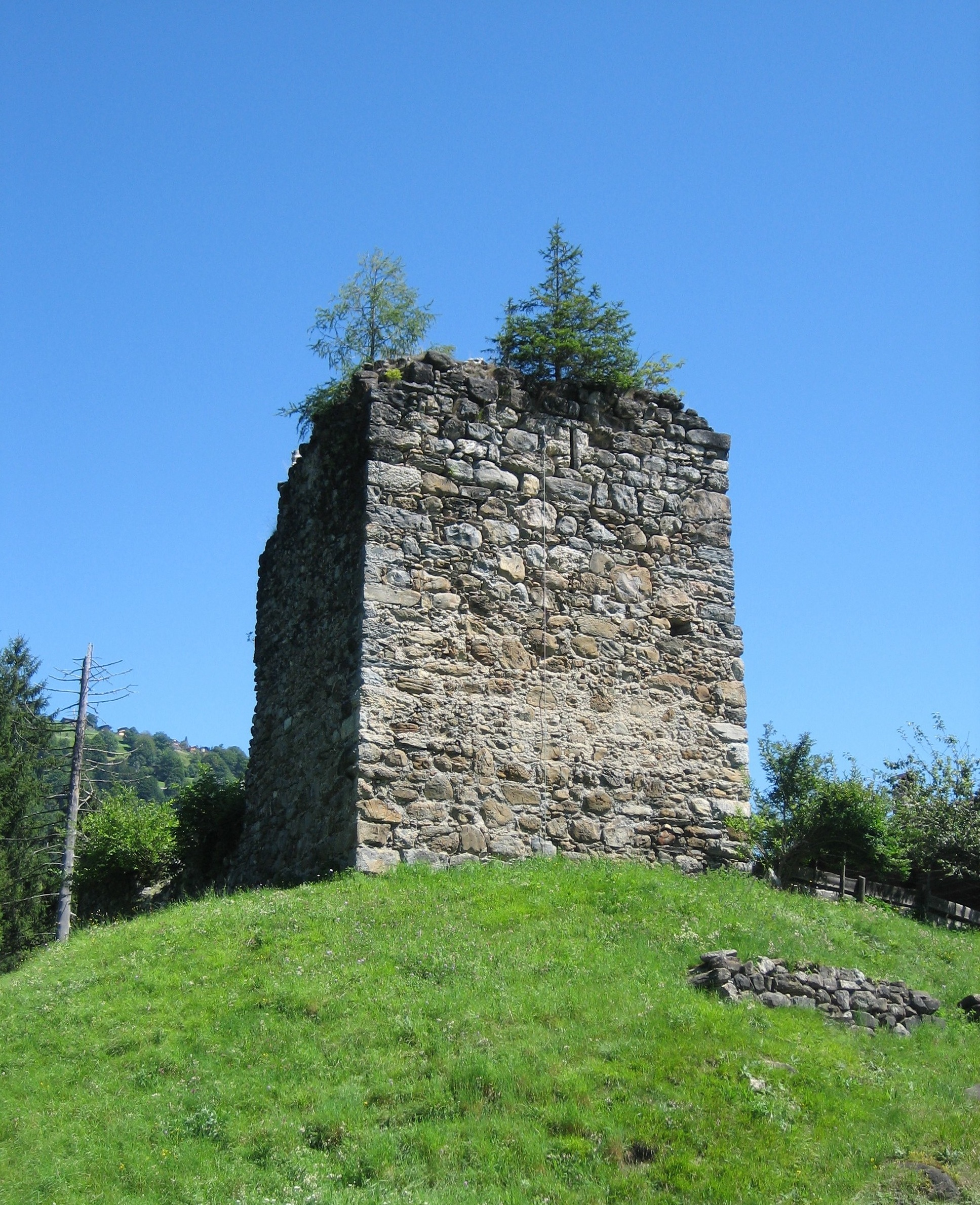
Turm von Südwesten
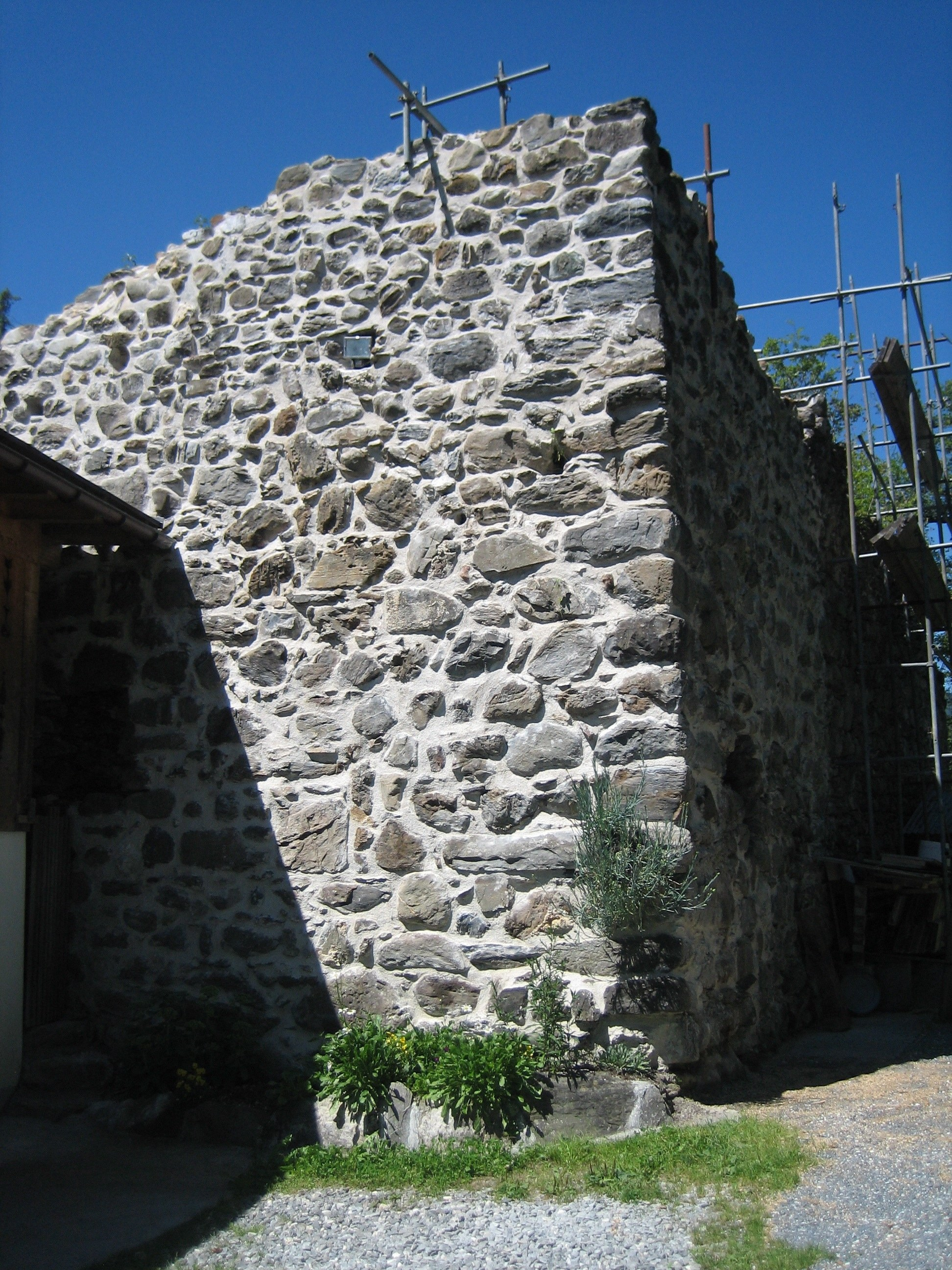
Nordostecke des Turmes
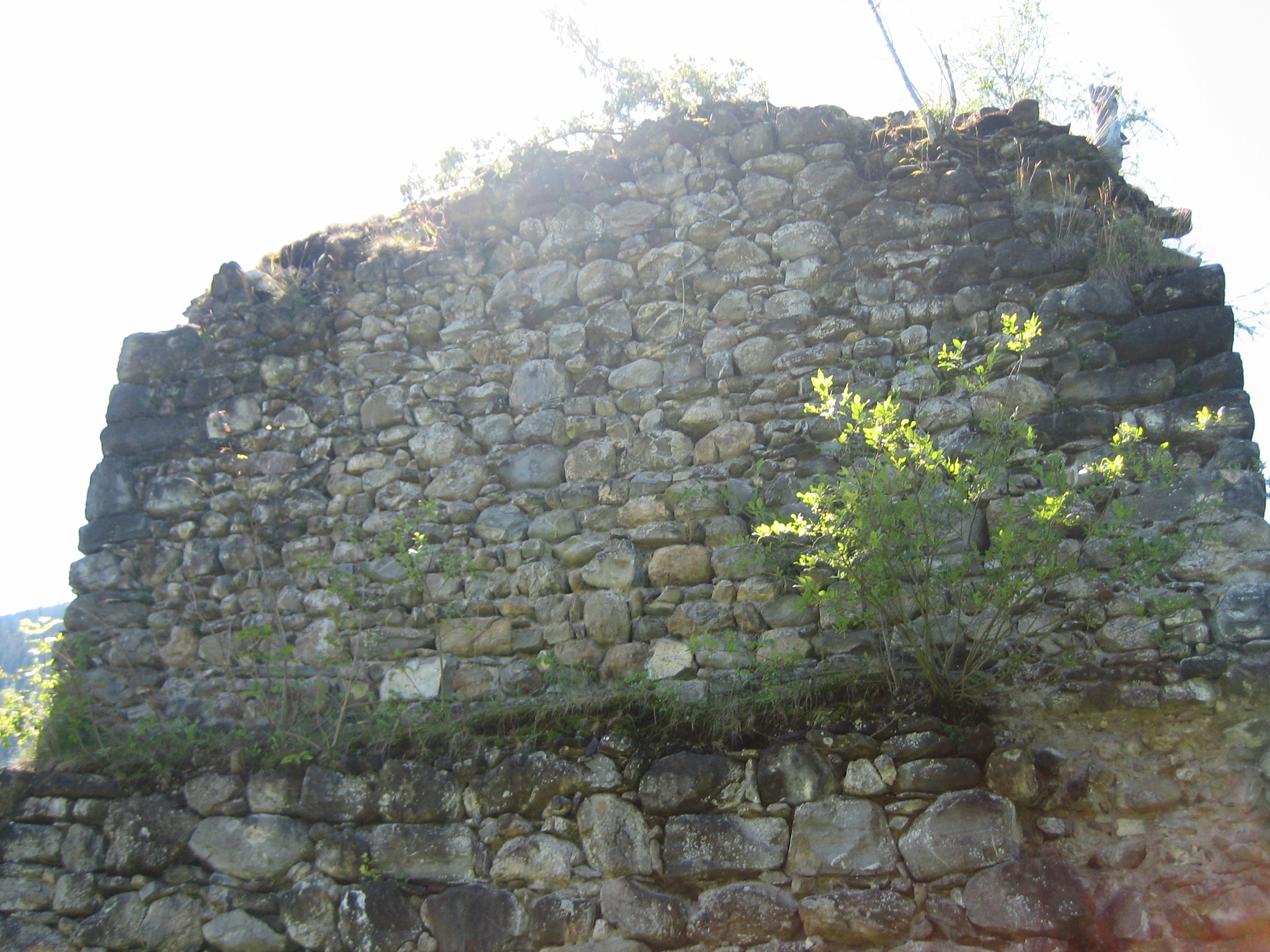
Nordseite des Turmes
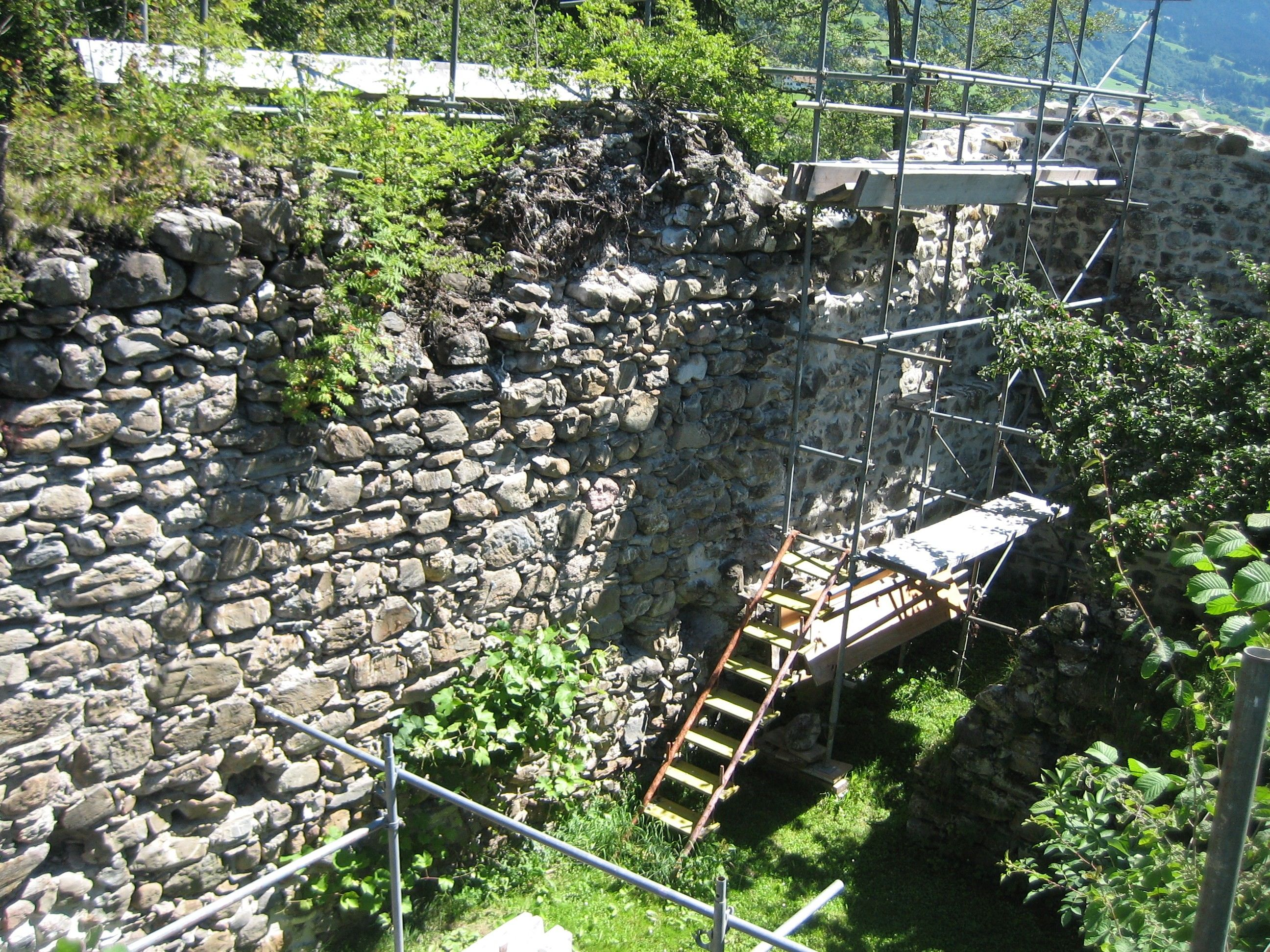
Innenansicht

## Geschichte

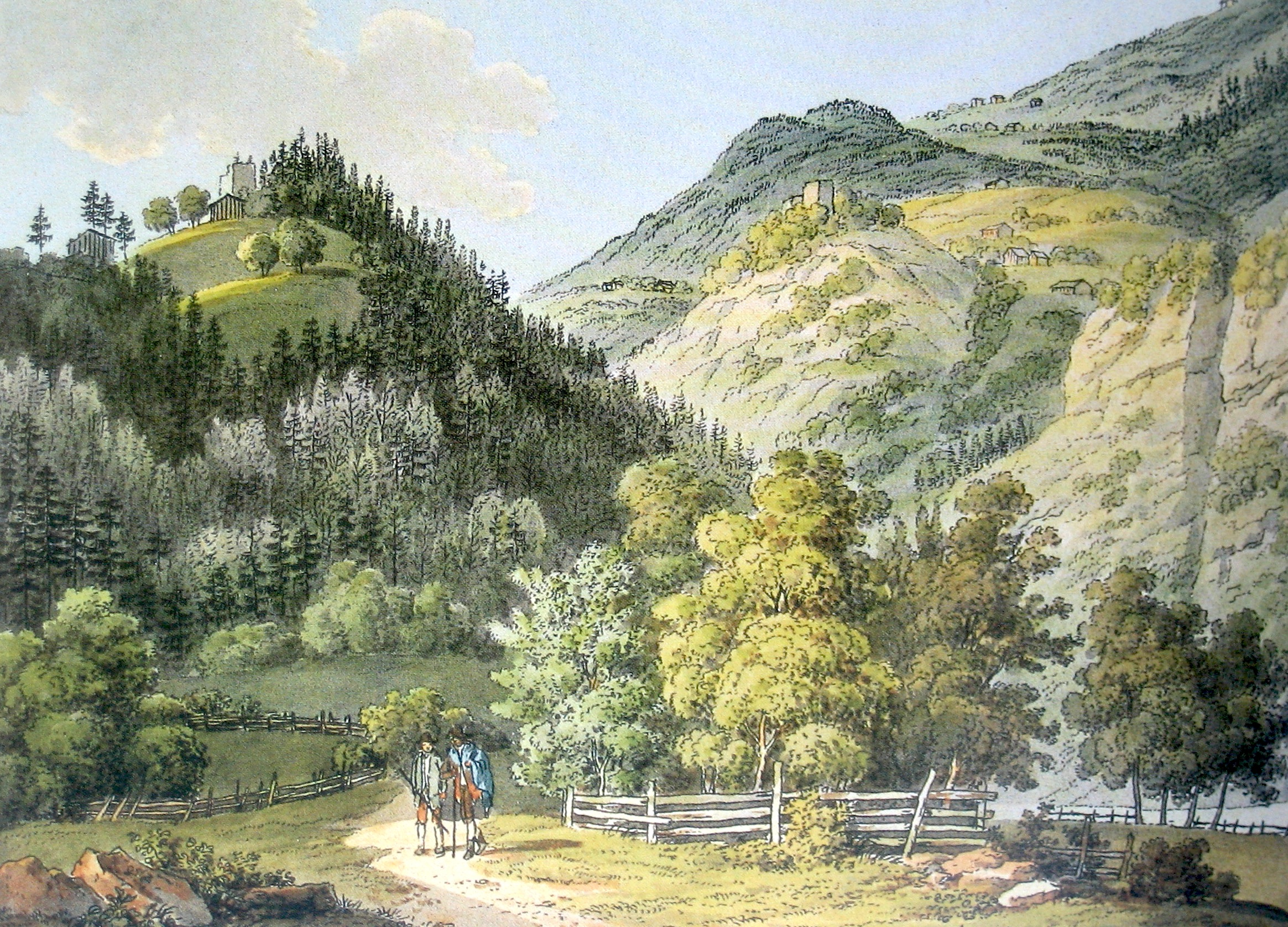
Strahlegg und Castels (im Hintergrund), vor 1799

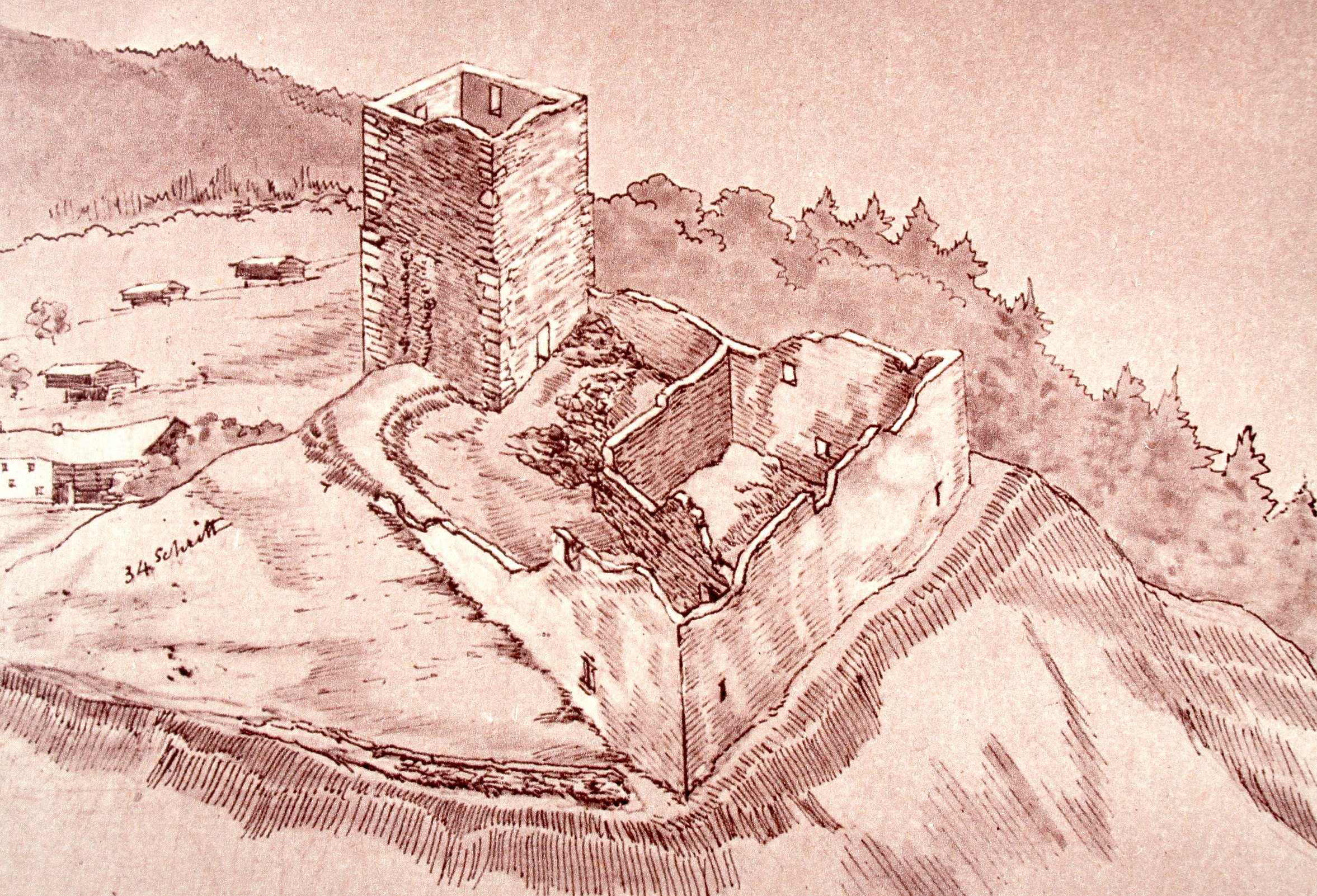
Ansicht 1892 von Nordosten. Darstellung von J.R. Rahn

Urkundliche Nachrichten über den Bau der Burg fehlen. Die Grabungen von 1965 brachten verschiedene Kleinfunde aus der Zeit zwischen dem 13. bis 15. Jahrhundert zutage.
Im 14. Jahrhundert gehörte die Burg der Familie Straiff, gemäss Castelmur wurde die Familie von den Freiherren von Vaz damit belehnt. Nach dem Tod von Ursula von Straiff  wurde sie 1403 vom Gericht in Fideris dem Grafen Friedrich von Toggenburg zugesprochen, nachdem sie widerrechtlich von Einheimischen übernommen worden war.  Ob der Toggenburger die Burg je beanspruchte, wird nicht gesagt. 1474 wird noch ein Gut Strahlegg erwähnt, nachher fehlen die Nachrichten. Ulrich Campbell fand die Burg Strahlegg um 1550 bereits als Ruine.

## Sicherungsarbeiten
Da die Ruine offenbar nie als Steinbruch genützt wurde, hat sich viel originale Bausubstanz erhalten. Seit 2006 wurden in sieben Etappen umfangreiche Sicherungsarbeiten durchgeführt. So wurden die wurzeldurchwachsenen Mauerkronen abgetragen und in wasserabweisender Bruchsteintechnik wieder ergänzt. Die Wände wurden in Rasa-Pietra-Technik mit Mörtel gefestigt. Verwendet wurde ein Trockenmörtel, der nach einer bewährten Rezeptur des Burgenvereins Graubünden hergestellt und auch bei der Restauration der La Tur in Zillis angewendet wurde. Auch die Balken- und Fensteröffnungen wurden sorgfältig gesichert. Im Sommer 2013 konnte die Gesamtsicherung durch den Burgenverein Graubünden unter der Leitung von Walter Schläpfer abgeschlossen werden. Eine nachträgliche Projektänderung in Form einer Überdachung des Turms schützt nicht nur das historische Mauerwerk optimal, sondern ermöglicht eine beschränkte Nutzung als Ausstellungsraum für Holzschnitzarbeiten des Burgherren Marco Walli.